# Melon (servizio musicale)
Melon (멜론?, MellonLR; abbreviazione di "Melody on") è un negozio di musica digitale e servizio di streaming musicale lanciato nel novembre del 2004 dalla società di telecomunicazioni sudcoreana SK Telecom. 
Con oltre 33 milioni di iscritti a giugno 2021, è la piattaforma di musica maggiormente usata in Corea del Sud, occupando più del 50% della quota di mercato; è anche il servizio di streaming musicale più fruito dagli utenti di smartphone Android dai 10 anni in su secondo uno studio a campione condotto nel Paese a febbraio 2021. Nel 2013 il quotidiano Ilgan Sports ha inserito Melon al terzo posto nella lista delle entità K-pop più influenti, citando l'importanza della sua classifica in tempo reale nel riflettere e dettare le tendenze dell'industria musicale locale.
Nel 2009 si è tenuta la prima edizione della sua cerimonia di premiazione annuale, i Melon Music Award.

## Storia
Il progetto per la creazione di Melon viene avviato nel 2003 dalla divisione musicale di SK Telecom guidata dall'AD Shin Won-soo, sulla scia della sensibile digitalizzazione vissuta dal mercato musicale della Corea del Sud dall'inizio degli anni 2000. Un sondaggio consumatori aveva rivelato che una schiacciante maggioranza era disposta a pagare per scaricare una suoneria, ma non per ascoltare un file MP3; tuttavia, era necessario un nuovo modello di business che contrastasse la pirateria dei file musicali con la proliferazione dei "telefoni MP3", che combinavano i telefoni cellulari ai lettori MP3. Il team di SK Telecom pensò quindi di offrire la possibilità di "noleggiare" la musica, lanciando Melon nel novembre 2004 offrendo un piano streaming mensile da 5 000 won e raccogliendo 800 000 abbonati in un anno. Nel 2011 ha raggiunto 16 milioni di iscritti, di cui 2 milioni paganti, mentre nel 2017 ha inglobato la piattaforma musicale Kakao Music.
Il 7 giugno 2023 ha iniziato a comunicare i dati relativi a riproduzioni in streaming e download a Luminate Data per la compilazione delle classifiche globali Billboard Global 200 e della regionale South Korea Songs.

### Passaggi di proprietà
Nel 2008, SK Telecom ha trasferito Melon alla Loen Entertainment per 24,33 miliardi di won. Nel 2013 la piattaforma è stata venduta a Star Invest Holdings Limited, una società di private equity di Hong Kong, e acquisita da Kakao nel 2016, rimanendo sotto la sua sussidiaria Kakao M fino a settembre 2018, quando è tornata alla società madre. Il 1º giugno 2021, Kakao ha istituito la sussidiaria Melon Company per la gestione del servizio musicale; la compagnia si è fusa con Kakao Entertainment tre mesi dopo.

## Caratteristiche
Melon è disponibile solo in Corea del Sud per PC, dispositivi iOS e Android. Sottoscrivendo dei piani mensili, permette di ascoltare illimitatamente musica in streaming e scaricare pacchetti di canzoni in formato MP3. Nel 2011 aveva in catalogo 2,2 milioni di brani, 500 000 dei quali di artisti coreani.
Nel 2007 è stato lanciato il servizio Biz Melon, che permette di riprodurre la libreria di Melon nelle attività al dettaglio rispettando le norme sul copyright, dietro pagamento di un canone mensile che varia in base all'area occupata dall'esercizio.
Melon offre anche vari contenuti audio tematici per artista come Big Hit Music Record e SMing. Il 21 maggio 2021 ha lanciato lo show audio Melon Station.